# Арцизький район
Арци́зький райо́н — колишній район Одеської області України. Районний центр — місто Арциз.

## Географія
Район межував на півночі і північному заході з Тарутинським, на сході — з Саратським, на південному сході — з Татарбунарським, на півдні — з Кілійським, на південному заході і заході — з Ізмаїльським та Болградським районами. 
Арцизький район розташовувався у південно-західній частині Одеської області за 160 км від обласного центру і займав територію 137,9 тис. га, у тому числі сільськогосподарські угіддя — 121,9 тис. га, з них рілля — 99,2 тис. га.

## Історія
Степові містечка, засновані німцями-колоністами на Одещині в 1810-1830-х роках, отримували свої імена на пам'ять перемог російської зброї в наполеонівських війнах. Зокрема це Тарутине, Малоярославець, Бородіно, Ляйпціґ, Шампануаз, Париж, Тепліц та інші.
Арциз отримав назву від французького міста Арсі-сюр-Об, тобто Арсі-над-Об, притоці Сени, в Шампані, де сталася локальна військова сутичка 20-21 березня 1814 року.
Місто мало варіанти назви Арсис, Альт-Арсис, Арциз або Арсі-на-Чазі — Чага маленька річка. Саме тут, «по ліву її сторону, на підошві гори», і було виділено близько п'яти тисяч десятин землі німецьким переселенцям. Подарувавши новоселам землю, звільнивши від податків і рекрутської повинності, держава полишила на вільний розсуд. Ставлення регламентаційних інстанцій чудово вкладалося в улюблену формулу головного начальника краю, герцога де Рішельє: «Дуже не регулюватимемо». Нікому і на гадку не спадало диктувати колоністам, що конкретно і коли вони повинні посіяти, як розпорядитися урожаєм, будь-якою аграрною продукцією. Саме тому дбайливі вюртембержці, мекленбуржці і т. д. миттю зуміли, що називається, на порожньому місці створити справжній райський сад.

## Промисловість
Географічне розміщення району, корисні копалини, які розташовані на території району, трудовий і промисловий потенціал, наявність залізничних колій і автомобільних доріг, близькість кордону, родючі землі, розвинута галузь виноградарства і наявність монолітної злітної смуги колишнього військового аеродрому — все це представляє інвестиційну привабливість району.
Район у різних напрямах перетинає густа мережа автомобільних шляхів. Довжина автодоріг загального користування становить 625,7 км, із них шляхів із твердим покриттям — 457,1 км. По території району проходять дві залізничні магістралі: це Арциз — Ізмаїл із залізничними станціями Давлет-Агач; Главані, Аліяга і Білгород-Дністровський — Арциз. На території району знаходяться залежи каміння — черепашнику, глини для виробництва цегли. Розробкою корисних копалин займається ЗАТ «Главанбудматеріали».
В період реформування сформовано потужний аграрний комплекс, до якого входять більше 430 сільськогосподарських підприємств. Найбільші з них: ФГ «Агрофірма Бургуджі» (зерно, овочі), ТОВ «Агрофірма Дністровська» (зерно, молоко, м'ясо, племінне свинарство), ВАТ «Комсомолець» (виноград, фрукти), ВАТ «Шампань України» (виноград, ВРХ), ФГ «Христо Ботева» (зерно, вівці), ФГ «Деленське» (зерно, вівці), ФГ «Промінь» (зерно, вівці), ДП ДГ ім. Кутузова (елітне насіння), ФГ «КарМіН» (зерно, ВРХ, вівці), ФГ «Елада» (зерно), Ізмаїльська дослідна станція (насіння), ФГ «Джондір-Б» (зерно).
Основними промисловими підприємствами району є ВАТ «Арцизький завод ЗБВ» (виробництво збірного залізобетону та товарного бетону), ТОВ «Молокозавод» (молочна продукція), ТОВ «АМК» (м'ясо та м'ясні вироби), ЗАТ «Главанбудматеріали» (видобуток каменя-черепашнику), ВАТ «Арцизьке ХПП» (зберігання та переробка зерна), ВАТ «Аліязьке ХПП» (зберігання та переробка зерна), ФГ «Куцарев Ф. С.» (хліб, хлібобулочні та макаронні вироби). У 2008 році введено в експлуатацію першу чергу зерносховища на 100 тис. тонн ТОВ «Агропрайм».
Освоєння капітальних інвестицій здійснюється будівельними організаціями: «Райавтодор», ТОВ «СПМК», КП «Агробуд», інші.
Кількість суб'єктів малого та середнього бізнесу досягла 3838 особи.

## Транспорт
Територією району проходять автошляхи М15E87.
З 23 вересня 2016 року через станцію Арциз щоденно курсує нічний швидкий поїзд «Дунай» сполученням Київ — Ізмаїл.

## Соціальна сфера
Активно функціонує банківська система: регіональні філії ПриватБанк, Райффайзен Банк Аваль, Імексбанк, Укргазбанк, Ощадбанк тощо.
Послуги з мобільного зв'язку надають оператори «Київстар», «Vodafone», «Lifecell», «Інтертелеком» та інші на 95 % території району.
В районі працює 1 лікарня та 7 амбулаторно-поліклінічних закладів, 19 фельдшерсько—акушерських пунктів, 27 загальноосвітніх шкіл, 22 дитячих дошкільних закладів, діє аграрний ліцей, який готує спеціалістів для роботи в аграрному секторі.
Мережа закладів культури району налічує 25 будинки культури, 27 бібліотек. Визнаними осередками розвитку дітей та молоді стали дитячі музична та художня школи, центр юнацької та дитячої творчості. Широко відомі народні колективи художньої самодіяльності: ансамблі пісні і танцю «Гердан» та «Дулакчія», оркестри народної музики «Хоро-Бургуджі» та «Дівітлія», вокальний жіночій ансамбль «Вишиванка» та зразковий дитячий колектив «Лале», фотоклуб «Буджак». Під охороною перебувають 14 пам'яток архітектури та 47 пам'яток археології. Оновлена експозиція Арцизького краєзнавчого музею, відкрито музей Христо Ботева в селі Задунаївка.

## Адміністративний устрій
Кількість рад:
- міських — 1
- сільських — 17

Кількість населених пунктів:
- міст — 1
- сіл — 25
- селищ — 1

## Населення
В Арцизькому районі нараховувалось 27 населених пунктів. Чисельність населення району становила 46,9 тис. осіб, з них проживало[коли?] в сільській місцевості — 31,8 тис. осіб, у місті − 15,1 тис. осіб. Із загальної чисельності населення трудові ресурси становили 23,5 тис. осіб. Населення району багатонаціональне, тут проживали представники 59-ти національностей, з них: болгари (39 %), українці (27,4 %), росіяни (22,2 %), молдовани (6,3 %), гагаузи (1,8 %), греки (1,4 %), білоруси (0,3 %), цигани (0,4 %) та інші.
Розподіл населення за віком та статтю (2001):
| Стать | Всього | До 15 років | 15-24 | 25-44 | 45-64 | 65-85 | Понад 85 |
| --- | ------ | ----------- | ----- | ----- | ----- | ----- | -------- |
| Чоловіки | 24 610 | 5131        | 3543  | 7057  | 6371  | 2427  | 81       |
| Жінки | 27 130 | 4957        | 3302  | 7095  | 7132  | 4439  | 205      |
| \| Статево-вікова піраміда \| Статево-вікова піраміда \| Статево-вікова піраміда \| \| ----------------------- \| ----------------------- \| ----------------------- \| \| Чоловіки \| Вік \| Жінки \| \| 81 \| 85 + \| 205 \| \| 240 \| 80-84 \| 506 \| \| 503 \| 75-79 \| 1098 \| \| 707 \| 70-74 \| 1333 \| \| 977 \| 65-69 \| 1502 \| \| 1309 \| 60-64 \| 1671 \| \| 1182 \| 55-59 \| 1406 \| \| 1737 \| 50-54 \| 1889 \| \| 2143 \| 45-49 \| 2166 \| \| 1934 \| 40-44 \| 2098 \| \| 1638 \| 35-39 \| 1724 \| \| 1682 \| 30-34 \| 1579 \| \| 1803 \| 25-29 \| 1694 \| \| 1609 \| 20-24 \| 1570 \| \| 1934 \| 15-20 \| 1732 \| \| 2090 \| 10-14 \| 2050 \| \| 1709 \| 5-9 \| 1601 \| \| 1332 \| 0-4 \| 1306 \| |        |             |       |       |       |       |          |
| Статево-вікова піраміда |        |             |       |       |       |       |          |
| Чоловіки | Вік    | Жінки       |       |       |       |       |          |
| 81 | 85 +   | 205         |       |       |       |       |          |
| 240 | 80-84  | 506         |       |       |       |       |          |
| 503 | 75-79  | 1098        |       |       |       |       |          |
| 707 | 70-74  | 1333        |       |       |       |       |          |
| 977 | 65-69  | 1502        |       |       |       |       |          |
| 1309 | 60-64  | 1671        |       |       |       |       |          |
| 1182 | 55-59  | 1406        |       |       |       |       |          |
| 1737 | 50-54  | 1889        |       |       |       |       |          |
| 2143 | 45-49  | 2166        |       |       |       |       |          |
| 1934 | 40-44  | 2098        |       |       |       |       |          |
| 1638 | 35-39  | 1724        |       |       |       |       |          |
| 1682 | 30-34  | 1579        |       |       |       |       |          |
| 1803 | 25-29  | 1694        |       |       |       |       |          |
| 1609 | 20-24  | 1570        |       |       |       |       |          |
| 1934 | 15-20  | 1732        |       |       |       |       |          |
| 2090 | 10-14  | 2050        |       |       |       |       |          |
| 1709 | 5-9    | 1601        |       |       |       |       |          |
| 1332 | 0-4    | 1306        |       |       |       |       |          |

Національний склад населення району за переписом населення 2001 року
- болгари — 39,0 %
- українці — 27,4 %
- росіяни — 22,5 %
- молдовани — 6,3 %.
- гагаузи — 1,8 %
- греки — 1,4 %
- цигани — 0,4 %
- білоруси — 0,3 %

Етномовний склад населених пунктів району за переписом 2001 р. (рідна мова населення)
|                    | українська | російська | болгарська | молдовська | гагаузька | циганська |
| ------------------ | ---------- | --------- | ---------- | ---------- | --------- | --------- |
| Арцизький район    | 18,2       | 42,8      | 34,0       | 0,8        | 3,1       | 0,2       |
| м. Арциз           | 22,6       | 66,5      | 7,9        | 0,4        | 1,5       | 0,5       |
| с. Веселий кут     | 16,3       | 78,1      | -          | 1,4        | 0,8       | -         |
| с. Роща            | 7,4        | 82,3      | -          | 2,6        | 0,6       | -         |
| с. Виноградівка    | 3,0        | 4,3       | 86,2       | 0,2        | 0,4       | -         |
| с. Плоцьк          | 80,9       | 12,4      | 5,0        | 0,4        | 1,2       | -         |
| с. Вонесенка перша | 5,8        | 89,0      | 2,7        | 0,2        | 1,9       | -         |
| с. Вишняки         | 21,2       | 38,9      | 5,7        | 1,1        | 32,9      | -         |
| с. Новомирне       | 30,0       | 50,0      | -          | -          | 5,0       | -         |
| с. Главані         | 2,7        | 4,2       | 91,6       | 0,2        | 1,2       | -         |
| с. Делень          | 3,7        | 3,0       | 92,2       | 0,4        | 0,6       | -         |
| с. Новоселівка     | 87,6       | 5,7       | 5,5        | -          | 0,8       | -         |
| с. Долинівка       | 17,0       | 79,4      | 2,1        | 0,1        | 1,3       | -         |
| с. Задунаївка      | 3,8        | 3,6       | 91,6       | 0,2        | 0,6       | 0,1       |
| с. Кам'янське      | 44,8       | 29,5      | 2,3        | 0,2        | 23,0      | -         |
| с. Мирнопілля      | 49,4       | 44,1      | 3,7        | 0,4        | 2,3       | -         |
| с. Надеждівка      | 16,7       | 72,5      | 6,7        | 1,4        | 2,5       | -         |
| с. Нова Іванівка   | 3,6        | 5,3       | 88,1       | 1,9        | 0,8       | -         |
| с. Нові Каплани    | 6,4        | 75,4      | 9,6        | 0,2        | 8,1       | -         |
| с. Василівка       | 7,9        | 13,1      | 66,0       | 8,6        | 3,9       | -         |
| с. Острівне        | 3,5        | 3,2       | 90,4       | 0,6        | 1,4       | 0,5       |
| с. Павлівка        | 5,2        | 91,0      | 1,2        | 0,1        | 1,8       | 0,6       |
| с. Зелена балка    | 54,3       | 39,1      | 5,7        | -          | 1,0       | -         |
| с. Прямобалка      | 46,9       | 37,6      | 10,4       | 0,4        | 3,9       | -         |
| с. Теплиця         | 20,8       | 62,3      | 11,5       | 3,0        | 2,2       | -         |
| с. Садове          | 18,1       | 47,3      | 18,8       | 10,4       | 5,4       | -         |
| с. Холмське        | 3,7        | 3,1       | 91,5       | 0,6        | 0,8       | -         |
| с-ще Новохолмське  | 23,6       | 33,3      | 43,1       | -          | -         | -         |

## Політика
25 травня 2014 року відбулися Президентські вибори України. У межах Арцизького району було створено 37 виборчих дільниць. Явка на виборах складала — 48,68 % (проголосували 17 426 із 35 799 виборців). Найбільшу кількість голосів отримав Петро Порошенко — 38,38 % (6 688 виборців); Сергій Тігіпко — 20,26 % (3 530 виборців), Вадим Рабінович — 8,64 % (1 506 виборців), Юлія Тимошенко — 8,45 % (1 472 виборців), Михайло Добкін — 5,93 % (1 034 виборців). Решта кандидатів набрали меншу кількість голосів. Кількість недійсних або зіпсованих бюлетенів — 2,89 %.